# In the Dark (serie de televisión)
In the Dark es una serie de televisión estadounidense de comedia dramática, creada por Corinne Kingsbury para The CW que se estrenó el 4 de abril de 2019. El 7 de enero de 2020, la serie fue renovada para una tercera temporada. El 3 de febrero de 2021, la serie fue renovada para una cuarta temporada. En mayo de 2022, la serie fue cancelada tras cuatro temporadas.

## Sinopsis
Una mujer ciega imperfecta e irreverente es la única «testigo» del asesinato de su amigo traficante de drogas. Después de que la policía desestime su historia, decide que junto con su perro, Pretzel, deben encontrar al asesino mientras maneja su abigarrada vida amorosa y el trabajo que odia en Guiding Hope, la escuela de perros guía propiedad de sus sobreprotectores padres.

## Elenco y personajes

### Principales
- Perry Mattfeld como Murphy
- Casey Deidrick como Max
- Rich Sommer como Dean
- Brooke Markham como Jess
- Derek Webster como Hank
- Kathleen York como Joy
- Keston John como Darnell
- Levi como Pretzel, el perro de Murphy.[4]
- Calle Walton como Chloe

## Episodios
| Temporada | Temporada | Episodios | Episodios | Emisión original    | Emisión original        |
| Temporada | Temporada | Episodios | Episodios | Primera emisión     | Última emisión          |
| --------- | --------- | --------- | --------- | ------------------- | ----------------------- |
|           | 1         | 13        | 13        | 4 de abril de 2019  | 27 de junio de 2019     |
|           | 2         | 13        | 13        | 16 de abril de 2020 | 9 de julio de 2020      |
|           | 3         | 13        | 13        | 23 de junio de 2021 | 6 de octubre de 2021    |
|           | 4         | 13        | 13        | 6 de junio de 2022  | 5 de septiembre de 2022 |

## Producción

### Desarrollo
El 30 de enero de 2018, The CW ordenó oficialmente que se escribiera el episodio piloto de In the Dark. El 11 de mayo de 2018, The CW aceptó el piloto y ordenó que se produjera la serie. El 24 de abril de 2019, The CW renovó la serie para una segunda temporada. El 7 de enero de 2020, se anunció que la serie fue renovada para una tercera temporada. El 12 de mayo de 2022, la serie fue cancelada tras cuatro temporadas.

### Casting
El 2 de marzo de 2018, Perry Mattfield fue elegida para el papel protagonista de Murphy, una mujer ciega que emprende descubrir el asesino de su amigo narcotraficante, Tyson. Al mismo tiempo, Brooke Markham y Keston John se unieron al elenco principal en los papeles de Jess, una veterinaria y Darnell, el primo de Tyson. Una semana después, Kathleen York y Derek Webster fueron elegidos para los papeles principales de los padres de Murphy, Joy y Hank. El 12 de marzo de 2018, Austin Nichols fue seleccionado para el papel principal de Dean, un policía que acepta ayudar a regañadientes a Murphy. Más tarde, Nichols abandonó la serie y será reemplazado. El 13 de julio de 2018, se anunció que Rich Sommer lo reemplazaría.

### Rodaje
El rodaje de la serie tendrá lugar en Toronto, Ontario, Canadá. La producción del piloto comenzó el 12 de marzo de 2018 y concluyó el 28 de marzo.

## Recepción

### Críticas
En Rotten Tomatoes, la serie tiene un índice de aprobación del 70% sobre la base de 10 reseñas, con un índice medio de 7.16/10. El consenso crítico del sitio web dice, «Perry Mattfield es convincente como una detective amateur en In the Dark, aunque la serie recicla tropos de misterio y el tratamiento cuestionable de las discapacidades físicas puede dejar a algunos espectadores con una impresión tenue». En Metacritic, tiene una puntuación de 54 sobre 100, basada en 6 reseñas, lo que indica «críticas mixtas».